# 스타디오 엔니오 타르디니
스타디오 엔니오 타르디니(Stadio ennio tardini)는 이탈리아의 축구 경기장이다. 파르마에 위치해 있으며, 이 도시를 근거지로 하는 축구 팀 파르마 FC의 홈구장이다.

## 기록

### 2002년 FIFA 월드컵 유럽 지역 예선
| 날짜            | 팀 1     | 스코어 | 팀 2   | 라운드 |
| --------------- | -------- | ------ | ------ | ------ |
| 2001년 10월 6일 | 이탈리아 | 1 - 0  | 헝가리 | 8조    |